# Arthur Seligman
Arthur Seligman, född 14 juni 1873 i Santa Fe, New Mexico, död 25 september 1933, var en amerikansk demokratisk politiker. Han var den 9:e guvernören i delstaten New Mexico från 1 januari 1931 fram till sin död.
Han var borgmästare i Santa Fe 1910-1912. Han var delegat till demokraternas partikonvent 1916, 1920, 1924 och 1932. Han valdes 1930 till guvernör och omvaldes 1932. Han främjade turismen och kontrollerade delstatens utgifter. Han insjuknade under sin tid som guvernör och avled i ämbetet. Seligman var judisk. Hans grav finns på Fairview Cemetery i Santa Fe.